# Homer V.M. Miller

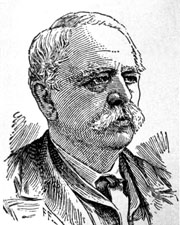
Homer Virgil Milton Miller

Homer Virgil Milton Miller, född 29 april 1814 i South Carolina, död 31 maj 1896 i Atlanta, Georgia, var en amerikansk politiker och läkare. Han representerade Georgia i USA:s senat från 24 februari till 3 mars 1871.
Miller fick sina förnamn efter Homeros, Vergilius och John Milton. Han studerade medicin i South Carolina och fortsatte sedan de medicinska studierna i Paris. Han inledde 1838 sin karriär som läkare i Georgia. Han gick med i whigpartiet och kandiderade utan framgång till representanthuset i kongressvalet 1844. Han bytte senare parti till demokraterna.
Miller tjänstgjorde i amerikanska inbördeskriget som kirurg i Amerikas konfedererade staters armé. Han fortsatte efter kriget sin läkarkarriär i Rome, Georgia.
Miller valdes 1868 till senator för Georgia men vid den tidpunkten tog inte USA:s senat emot ledamöterna från Georgia. Han valdes till mandatperioden som tog slut i mars 1871 och tillträdde först några dagar före mandatperiodens slut. Han efterträddes sedan som senator av Thomas M. Norwood.
Millers grav finns på Myrtle Hill Cemetery i Rome, Georgia.